# Anatomia dei mammiferi

## Apparato scheletrico

### Cranio

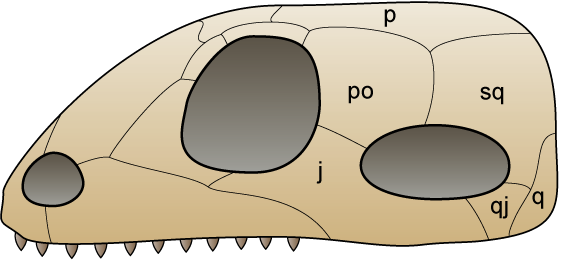
Struttura schematica del cranio di un sinapside primitivo. Nei mammiferi scompare il postorbitale (po) e tutte le altre ossa circum-orbitali ad eccezione del lacrimale. È assente anche il quadrato-giugale (qj), mentre il quadrato si trasforma nell'incudine all'interno dell'orecchio medio. Il giugale o zigomatico (j) si connetterà ad un processo della porzione squamosa (sq) dell'osso temporale per formare l'arcata zigomatica.

I Mammiferi possiedono una scatola cranica molto sviluppata, adatta a contenere un encefalo di notevoli dimensioni, e provvista di una regione occipitale che deriva da un duplice inglobamento di materiale vertebrale (neocranio auximetamero) e munita di due condili che si articolano con le prime due vertebre cervicali (atlante ed epistrofeo).

La conformazione è di tipo sinapside modificata, cioè con una sola finestra temporale per lato che sfocia nella fossa orbitaria a causa della scomparsa dell'osso postorbitale. Questa condizione primitiva, che si ritrova nei Marsupiali ed in altri ordini, tende a scomparire nei gruppi più evoluti dove si assiste al graduale ripristino della separazione tra la fossa temporale ed orbitaria, tramite due processi che si sviluppano rispettivamente dal frontale e dallo zigomatico e che tendono ad unirsi. La formazione di questo nuovo ponte, accennato nei Carnivori, si riscontra negli erbivori come gli ungulati, dove serve da attacco per i forti muscoli masticatori; all'interno però le due fosse sono ancora in comunicazione. La separazione completa si verifica solo nei Primati superiori (compreso l'uomo) grazie ad una lamina che si diparte dal tramezzo (setto postorbitale).
Un'altra prerogativa del cranio dei mammiferi è la mandibola, costituita dal solo osso dentale che si articola direttamente con lo squamoso. L'articolare ed il quadrato, responsabili dell'articolazione tra la mascella e la mandibola negli altri Tetrapodi ed in alcuni Osteitti, si trasformano rispettivamente nel martello e nell'incudine, che si aggiungono alla staffa per completare la catena degli ossicini dell'orecchio medio. L'osso angolare, presente anch'esso nella serie mandibolare degli altri vertebrati, si trasforma invece nell'anello timpanico.
Alla base del neurocranio, nella regione anteriore, si ritrova un palato secondario che separa la via respiratoria da quella alimentare, per permettere la respirazione durante la masticazione. Il palato è formato da una porzione ossea, costituita dai premascellari, i mascellari e le ossa palatine, e da un palato molle, i cui tessuti si estendono posteriormente consentendo un ulteriore arretramento delle coane rispetto alla cavità orale.

Oltre alle ossa appena menzionate, nell'immagine qui a destra si possono notare anche gli pterigoidei, che formano dei lunghi ed esili processi a carico dell'osso sfenoide (parte più scura della regione posteriore), dotato piccole e grandi "ali" corrispondenti agli orbitosfenoidi ed agli alisfenoidi degli altri tetrapodi.

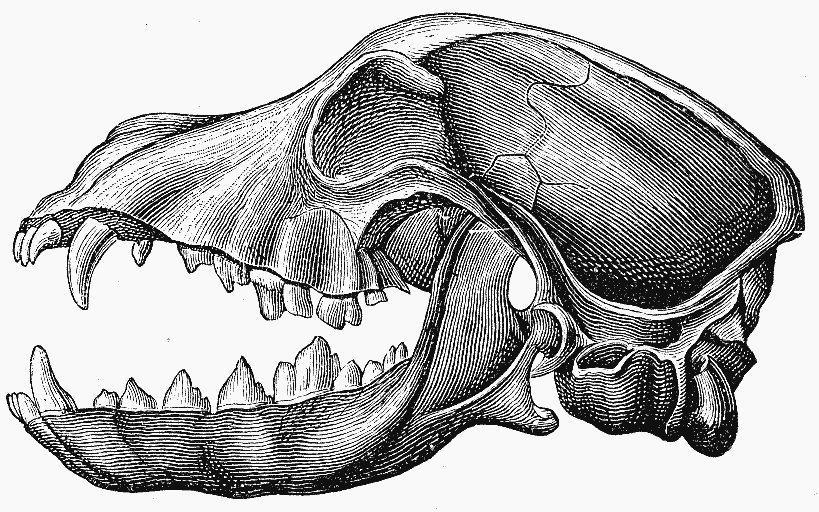
Vista laterale del cranio di un cane
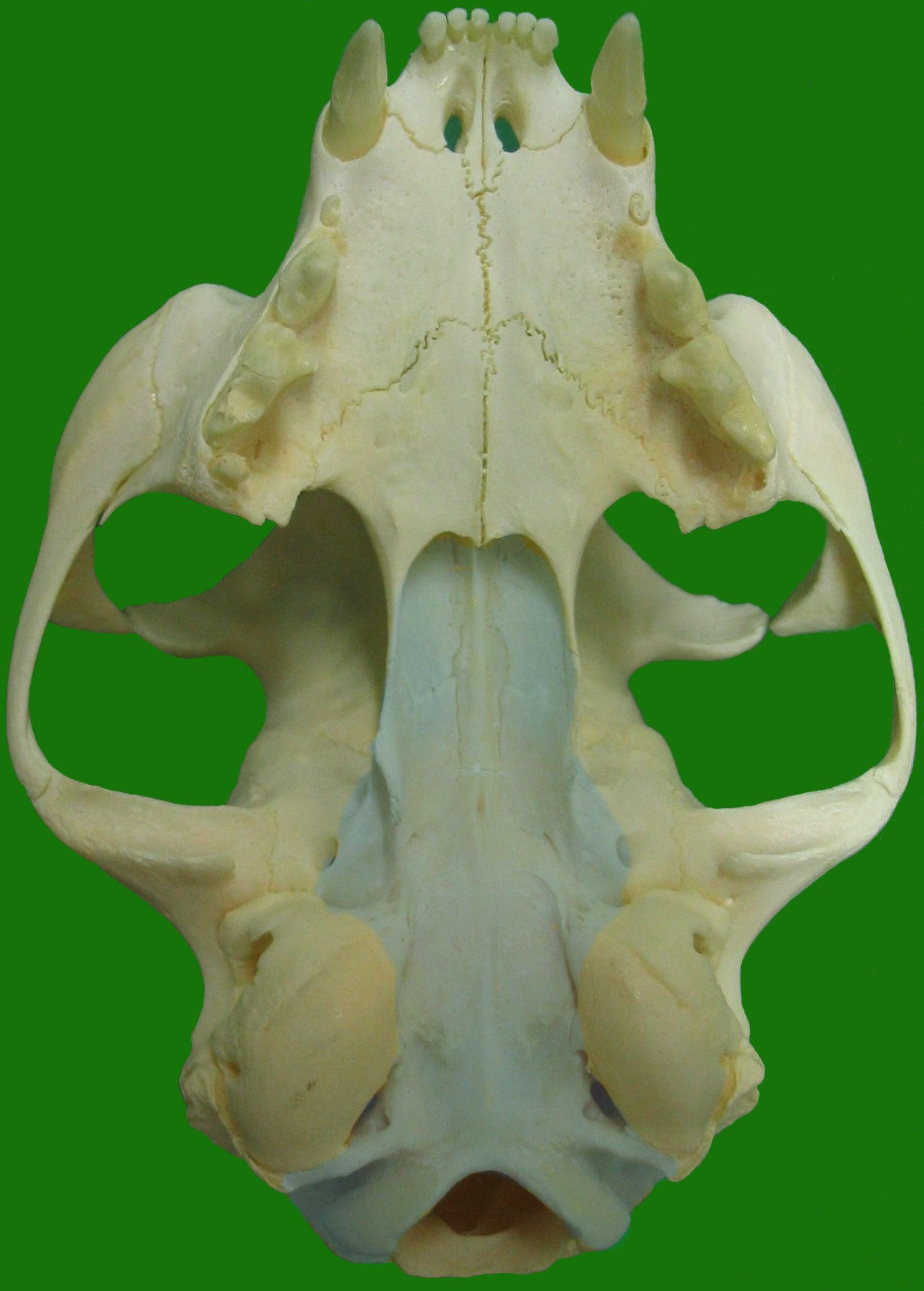
Base del cranio di un gatto

### Colonna vertebrale, cinti e gabbia toracica

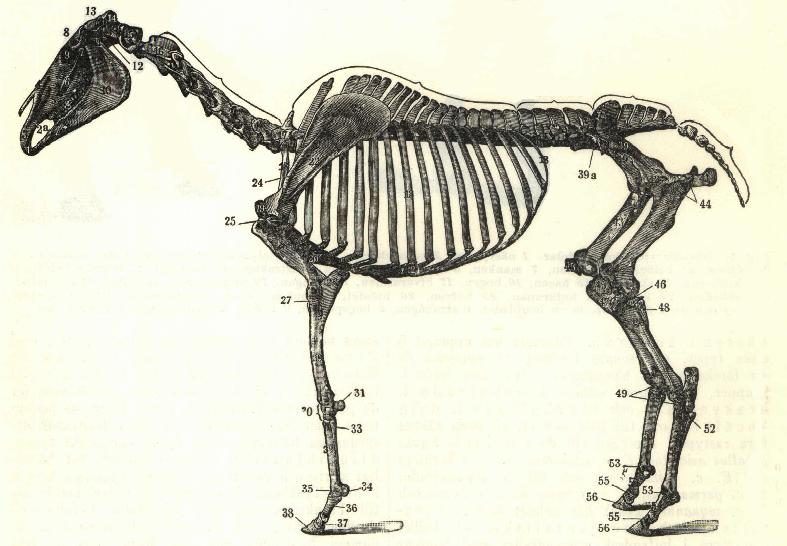
Apparato scheletrico di un cavallo

La colonna vertebrale dei mammiferi è formata solitamente da vertebre anfipiane (corpo vertebrale con facce piatte) ma negli ungulati tendono ad essere opistoceliche (concave nella faccia posteriore). La regione cervicale è composta sempre da 7 vertebre (sia nell'uomo, che nella giraffa e nelle balene), ad eccezione dei lamantini e bradipi didattili (6) e dei bradipi tridattili (9).

Le vertebre toraciche sono caratterizzate da processi spinosi dorsali, da 2 processi (diapofisi e parapofisi) per l'articolazione con la testa bifida delle coste e da 2 faccette articolari intercostali posteriori (post-zigapofisi) ed anteriori (pre-zigapofisi).

Le coste sono connesse allo sterno, con cui formano la gabbia toracica. Lo sterno dei mammiferi è costituito da vari elementi: il manubrio, connesso alle clavicole (quando sono presenti), una serie di sternebri, che possono saldarsi producendo il corpo, ed infine il processo xifoideo.

Il cinto pettorale, che fornisce l'attacco agli arti anteriori, è formata da scapole e clavicole. Queste ultime possono essere assenti nei Catacei e nei mammiferi corridori (Ungulati e Carnivori) per consentire una maggiore oscillazione dell'arto. Il cinto pettorale dei Monotremi mostra caratteristiche primitive di tipo rettiliano, per la presenza di un coracoide e di un epicoracoide indipendenti dalla scapola.

La regione lombare è dotata di vertebre con corti processi spinosi e processi trasversi abbastanza sviluppati per l'inglobamento di coste rudimentali. Le vertebre toraciche e lombari degli Xenartri presentano anche processi articolari accessori. Le vertebre sacrali variano da 3 a 6 e sono strutturate per permettere l'articolazione con l'osso iliaco del bacino. Infine, la colonna termina con un numero di vertebre caudali che varia da poche unità (il coccige dell'uomo) fino a molte decine.

### Arti e locomozione
Come nella maggior parte dei tetrapodi, l'arto dei mammiferi è suddiviso in tre segmenti: stilopodio (ossa del braccio o della coscia), zeugopodio (avambraccio o gamba) ed autopodio (mano o piede).

#### Sulla terraferma
La condizione più primitiva è l'arto con 5 dita (pentadattilo) che poggia con tutta la pianta durante la locomozione (plantigrado). Questa condizione è tipica di molti ordini quali gli Insettivori (ricci e talpe) ed i Primati, molti dei quali evidenziano con l'opponibilità del 1º dito l'adattamento ad una vita arboricola (zampe prensili). A differenza degli altri primati, durante il corso dell'evoluzione l'uomo ha perso l'opponibilità dell'alluce, che si è allineato alle altre dita del piede, mentre gli arti inferiori sono più lunghi e potenti di quelli superiori per sostenere il corpo e consentire l'andatura bipede. Anche il pollice è più sviluppato rispetto a quello delle scimmie, per permettere non solo una "presa di forza" ma anche una di "precisione".

Per l'adattamento alla corsa, in molti Carnivori e nei Proboscidati l'arto poggia invece solo sulle dita (digitigrado), mentre negli unguligradi (Artiodattili e Perissodattili) vengono poggiate solo le falangi distali, ricoperte dalle unghie sviluppate a formare lo zoccolo.
Gli Artiodattili vengono detti parassoni perché l'asse di sostegno del corpo passa tra il 3º e 4º dito; il 1º dito è assente, mentre il 2º ed il 5º sono presenti nei Suiformi, ridotti nei Ruminanti ed assenti nei Camelidi e nell'antilocapra. I Ruminanti possiedono anche un osso cannone mediano che deriva dalla fusione dei metacarpali e dei metatarsali.
I Perissodattili sono invece detti mesassoni in quanto l'asse di sostegno passa per il 3º dito: i Tapiridi presentano 4 dita negli arti anteriori e 3 nei posteriori, i Rinocerontidi hanno 3 dita per ogni arto mentre gli Equidi solo il 3º dito, risultando così altamente specializzati per la corsa.

L'adattamento all'ambiente ipogeo è evidente nella talpe, i cui arti sono simili a palette per l'attività di scavo: lo stilopodio e lo zeugopodio sono molto corti mentre la mano è abbastanza sviluppata e reca cinque dita sindattili munite di forti unghioni. Un ulteriore specializzazione si ritrova nei mammiferi saltatori (lepri, canguri etc.), dove gli arti posteriori sono molto più potenti ed allungati di quelli posteriori per permettere una maggiore spinta del corpo.

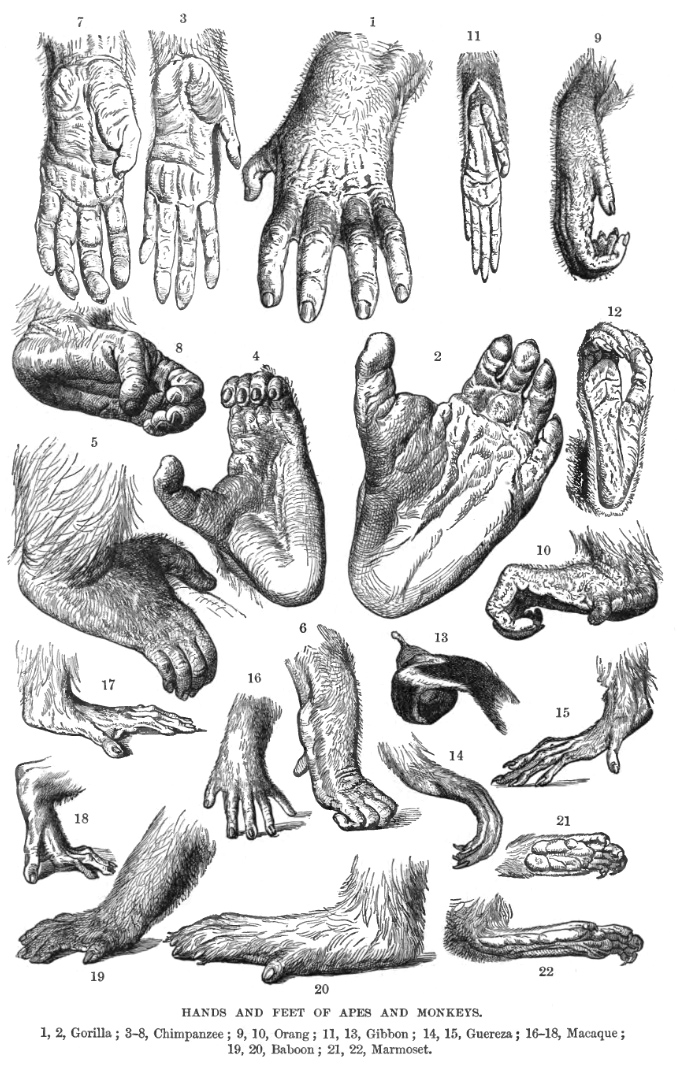
Differenze morfologiche di mani e piedi tra alcuni primati
Postura di un canguro in movimento
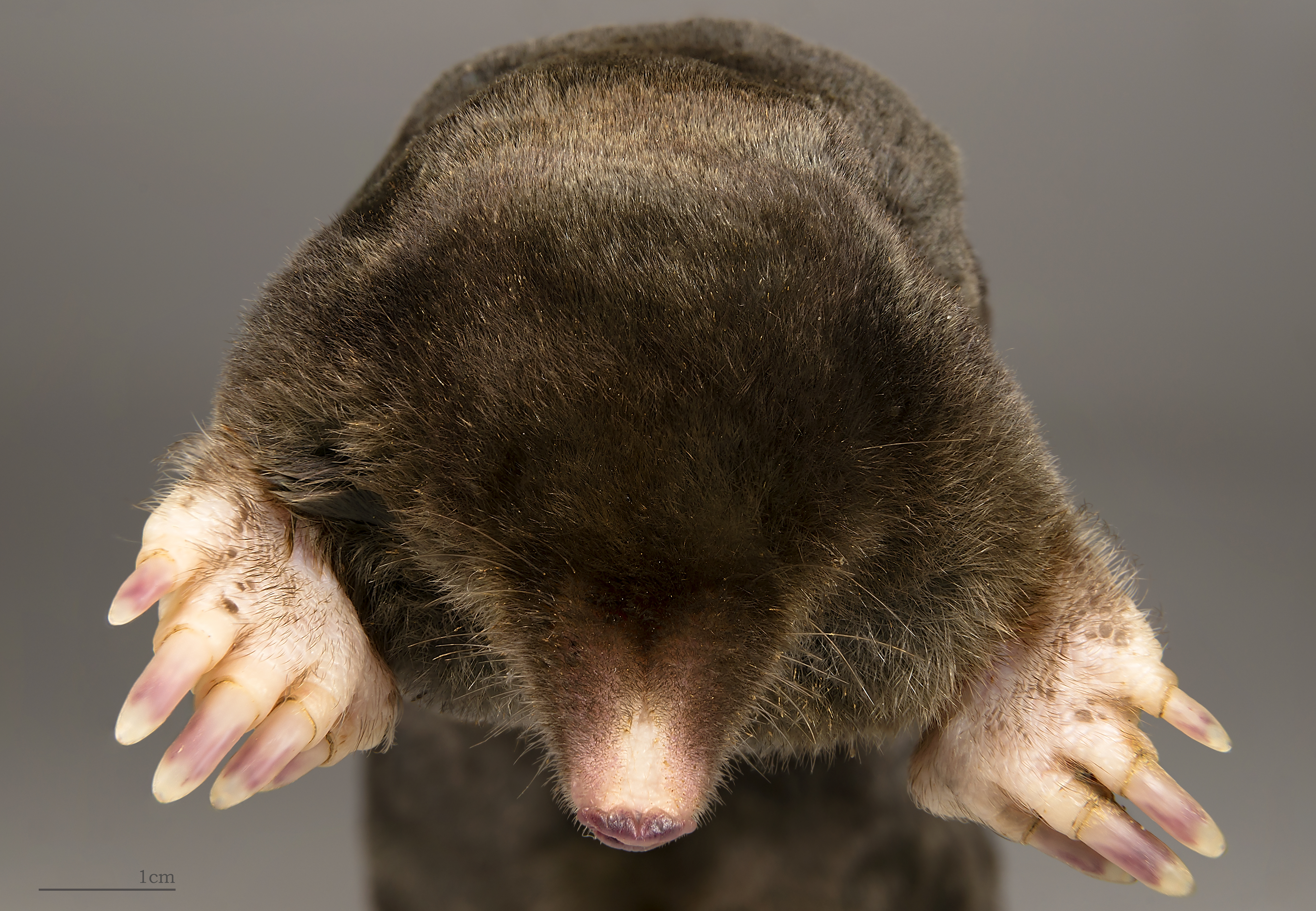
Primo piano di Talpa europaea

#### Nell'ambiente acquatico
I mammiferi più specializzati per la vita acquatica appartengono a tre gruppi: Pinnipedi, Sirenii e Cetacei.

I Pinnipedi (foche, otarie, tricheco ed elefanti marini) sono inclusi nell'ordine dei Carnivori. Presentano corti arti che sostengono ampie mani e piedi palmati, trasformati in pinne sorrette da lunghe dita. Quasi tutte le specie sono marine e si riproducono sulla terraferma. Il nuoto più efficiente è quello praticato dai Focidi, che ottiene la spinta dagli arti posteriori mentre il corpo si flette in orizzontale e verticale per le manovre in acqua. Più difficoltà ritrova al suolo, dove sembra "strisciare" portandosi avanti gli arti posteriori, poco manovrabili. Negli Otaridi il nuoto è meno evoluto, avviene grazie alle potenti remate delle loro pinne anteriori, ma sulla terraferma possono portare in avanti le zampe posteriori e camminare meno impacciatamente. Infine, il tricheco nuota come se stesse "correndo" nell'acqua.

I Sirenii (dugongo e lamantini) mostrano un maggiore adattamento all'ambiente acquatico, anche se occasionalmente possono ritrovarsi presso le rive dei fiumi per nutrirsi. Il corpo è più fusiforme, gli arti posteriori sono assenti e la coda forma una potente pinna orizzontale, simile anche per funzionamento a quella dei Cetacei. Gli arti anteriori formano invece piccole pinne pettorali che fuoriescono dalla parte anteriore del corpo.
Il gruppo di mammiferi che mostra il più elevato adattamento alla vita acquatica è rappresentato dall'ordine dei Cetacei (balene e delfini in senso lato) che non approdano mai sulla terraferma, a meno che non si arenino per poi morire o venire salvati. il corpo è ha una notevole idrodinamicità, gli arti posteriori sono assenti (anche se possono ritrovarsi rudimenti di bacino) e la coda sorregge una muscolosa e possente pinna orizzontale che spinge in avanti il corpo per propulsione. Rispetto alla mole, gli arti anteriori formano piccole pinne pettorali e può esistere anche una pinna adiposa dorsale.

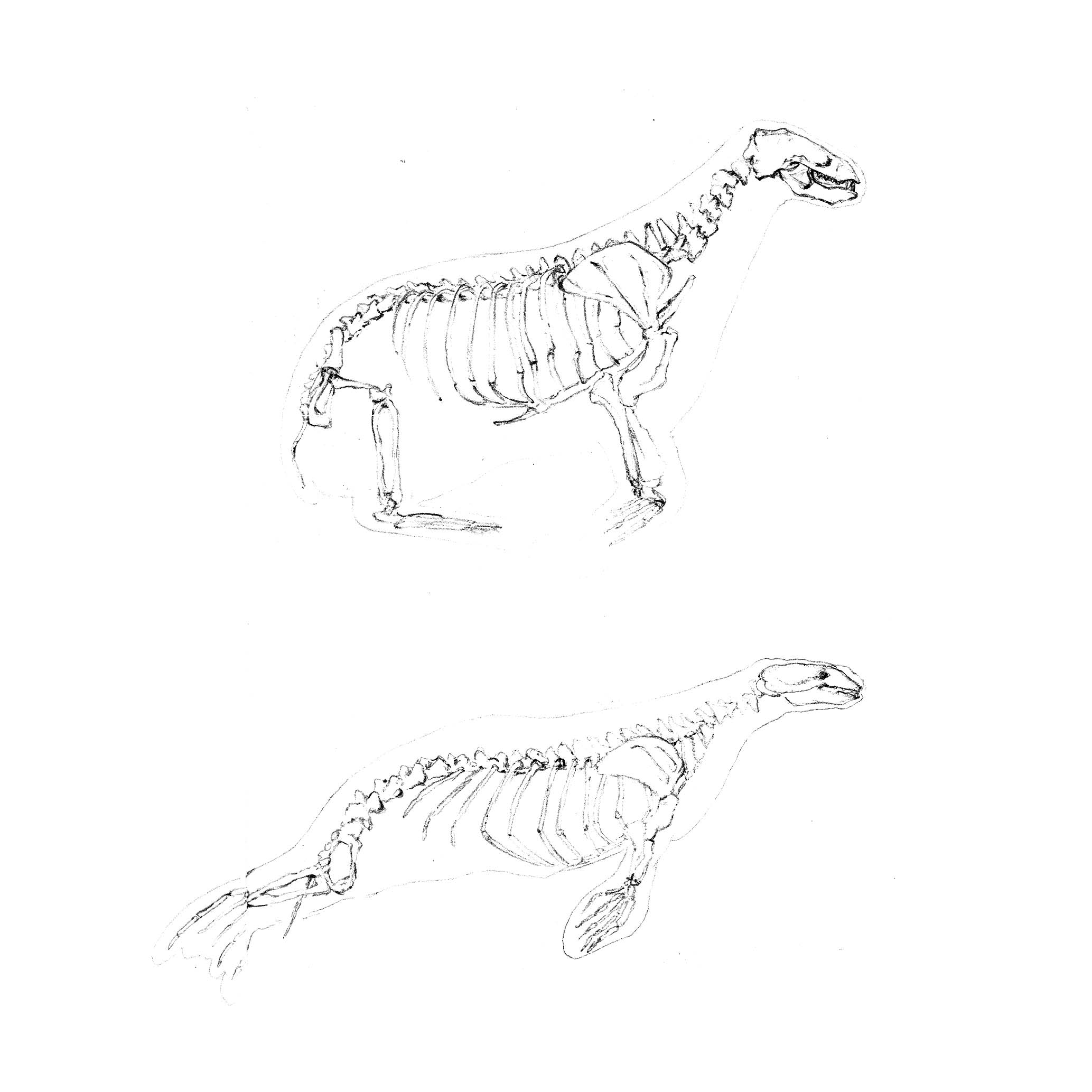
Conformazione a confronto tra un otaride ed un focide
Immersione di una balenottera

#### In volo

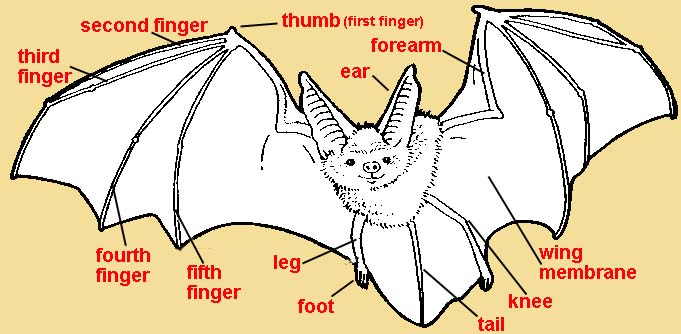
Rappresentazione generica di un pipistrello

Sebbene i cieli siano dominati dal gruppo degli Uccelli, dei piccoli mammiferi sono riusciti ad ottenerne la porzione notturna, occupando una nicchia ecologica lasciata quasi completamente vuota dai pennuti, essendo più adatti alla vita diurna. I Chirotteri, volgarmente detti pipistrelli, sono gli unici mammiferi in grado di effettuare un volo attivo. Ciò è reso possibile da una modificazione strutturale degli arti anteriori, con le ossa del metacarpo e le falangi molto allungate (escluso il 1º dito che rimane libero), atte a sostenere il patagio, una membrana alare che si estende anche sui lati del corpo ed ingloba gli arti posteriori, pentadattili, e solitamente anche la coda. A riposo, durante le ore diurne, possono ritrovarsi a testa in giù, appesi ai rami di alberi o alla volta delle grotte, oppure aggrappati con tutti gli arti alle rocce, con il ventre aderente alla superficie. Il patagio è presente anche in altri gruppi di mammiferi, come i Dermotteri, alcuni roditori (scoiattoli volanti) e marsupiali (Petauridi), adatti alla vita arboricola ed in grado di compiere solo lunghi voli planati sfruttando l'altezza dei rami.

## Apparato tegumentario

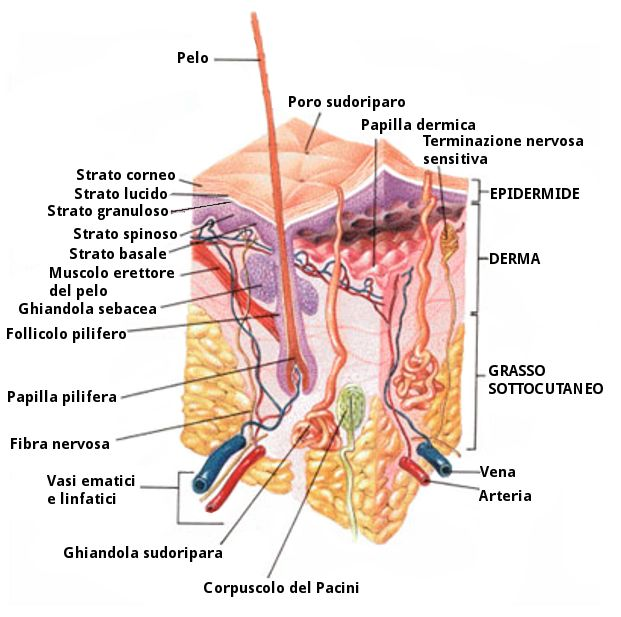
Sezione di pelle umana

L'apparato tegumentario riveste l'intero corpo dell'organismo, proteggendolo da danni meccanici e dagli agenti esterni. Oltre alla cute, si ritrovano degli annessi (peli, unghia, corna e varie ghiandole) che svolgono un importante ruolo nella termoregolazione, per la difesa e predazione, la comunicazione e per il nutrimento della prole.

### Cute
L'epidermide è formata da un epitelio pluristratificato che culmina in uno strato corneo (nell'uomo è più spesso nelle piante e nelle palme). Quest'ultimo è composto da cellule morte cheratinizzate che, ad intervalli, si distacca sotto forma di lamine che vengono perse insensibilmente.

Al di sotto dell'epidermide si trova il derma, ricco di fasci di fibre di collagene ed attraversato da vasi sanguigni, nervi e cellule muscolari.

Infine, la cute termina in profondità con la tela sottocutanea o ipoderma, tessuto di collegamento con i piani ossei e muscolari interni. In essa è presente un pannicolo adiposo, formato da vacuoli riempiti di adipe, che si può sviluppare fino a formare uno spesso strato di grasso (come nei Cetacei). Questo, oltre ad una funzione di riserva, funge anche da termoregolatore ed aiuta a mantenere costante la temperatura interna del corpo.

### Annessi cutanei
Il principale derivato della pelle è il pelo, assente nelle altre classi di Vertebrati. Questo si forma a partire da un bulbo pilifero, sede di proliferazione di cellule che, man mano corneificano, vanno a formare prima la radice e successivamente il corpo dello stesso. In genere la formazione di un pelo genera una gemma secondaria, che darà la ghiandola sebacea. Il suo prodotto, il sebo, ricco di grassi, serve alla lubrificazione sia del pelo, sia dell'epidermide. Inoltre, ad ogni pelo è associato un muscolo erettore.

Il sollevamento della pelliccia (orripilazione) ha due funzioni: permette di intrappolare uno strato d'aria che, riscaldandosi a contatto con la pelle, diviene un ottimo isolante termico ed aumenta il volume corporeo per scoraggiare eventuali attacchi di possibili predatori o conspecifici. L'erezione del pelo, scaturita da sensazioni di freddo o di paura, è presente anche nell'uomo dove produce il classico effetto a "pelle d'oca", ritenuto privo di funzionalità (struttura vestigiale) per l'assenza di una vera e propria pelliccia. Questa, oltre che nell'uomo, manca nei Sirenii e nei Cetacei, che, per l'adattamento alla vita acquatica, mostrano una pelosità ridotta o del tutto assente almeno nello stadio adulto (Delfinidi e Monodontidi).
Negli altri mammiferi si ritrova invece una vera pelliccia in cui si distinguono i "peli della borra", più corti e fini, formanti una fitta lanuggine isolante che abbonda maggiormente durante il periodo invernale e nelle specie adatte ai climi freddi, ed i "peli della giarra", più lunghi e radi, che partecipano al rivestimento ed alla colorazione della pelliccia.

Il pelo può assumere vari colori, solitamente poco brillanti, che, similmente ai capelli umani, sono  rappresentati principalmente da una vasta gamma di nero, grigio, marrone, castano, rosso, giallo e bianco. Dalla loro combinazione si ottiene una livrea che può svolgere un importante ruolo nel mimetismo, nel corteggiamento e conquista del partner sessuale e nella termoregolazione. Peli modificati possono avere anche una funzione di difesa (gli aculei dell'istrice) o sensoriale (le vibrisse).
Un altro derivato della pelle è l'unghia, formata da lamine anch'esse di cheratina, che rivestono l'ultima falange di ciascun dito delle mani e dei piedi. In base alla forma si distinguono: gli artigli, ricurvi ed appuntiti, presenti nella maggior parte delle specie; le unghie tegolate, appiattite e tipiche dei Primati; gli zoccoli, caratteristici degli Ungulati, dove l'unghia si sviluppa estesamente ricoprendo anche parte della porzione posteriore dell'ultima falange. Sempre per l'adattamento alla vita acquatica, Pinnipedi e Sirenii mostrano unghie ridotte mentre i Cetacei ne sono del tutto privi.
Le corna, utili per la difesa e le lotte per la riproduzione, sono delle escrescenze presenti sul capo di molti artiodattili e nei Rinocerotidi. In questi ultimi, le corna nasali (1 o 2 a seconda della specie) sono costituite da elementi di cheratina strettamente saldati a formare una solida struttura che può superare il metro di lunghezza. Le corna degli Artiodattili, presenti sempre in coppia simmetrica, derivano invece da un processo a carico delle ossa frontali, sulle quali si accrescono ossa di origine dermica. Queste formazioni possono essere rivestite da tessuto cutaneo (Giraffidi), da un astuccio corneo perenne (Bovidi) o caduco (Antilocapridi), oppure inizialmente ricoperte da pelle (il "velluto") che, durante la crescita, dissecca e lascia scoperto l'osso, il quale cade e si rigenera annualmente (Cervidi).
Ossa di origine dermica si ritrovano anche negli armadilli, dove formano le piastre della corazza, ricoperta da squame a scudo e munita di cingoli che consentono una certa mobilità all'animale, il quale può avvolgersi completamente al suo interno, assumendo una forma a "palla". Un altro tipo di corazza è quella dei pangolini, formata soltanto da squame cornee embricate e di origine epidermica. Le squame, formazioni cutanee tipiche dei Rettili e delle zampe degli Uccelli, sono presenti, oltre che in questi particolari mammiferi, anche nella coda di certi marsupiali, roditori ed insettivori.

Orripilazione in un gatto domestico alla vista di un cane
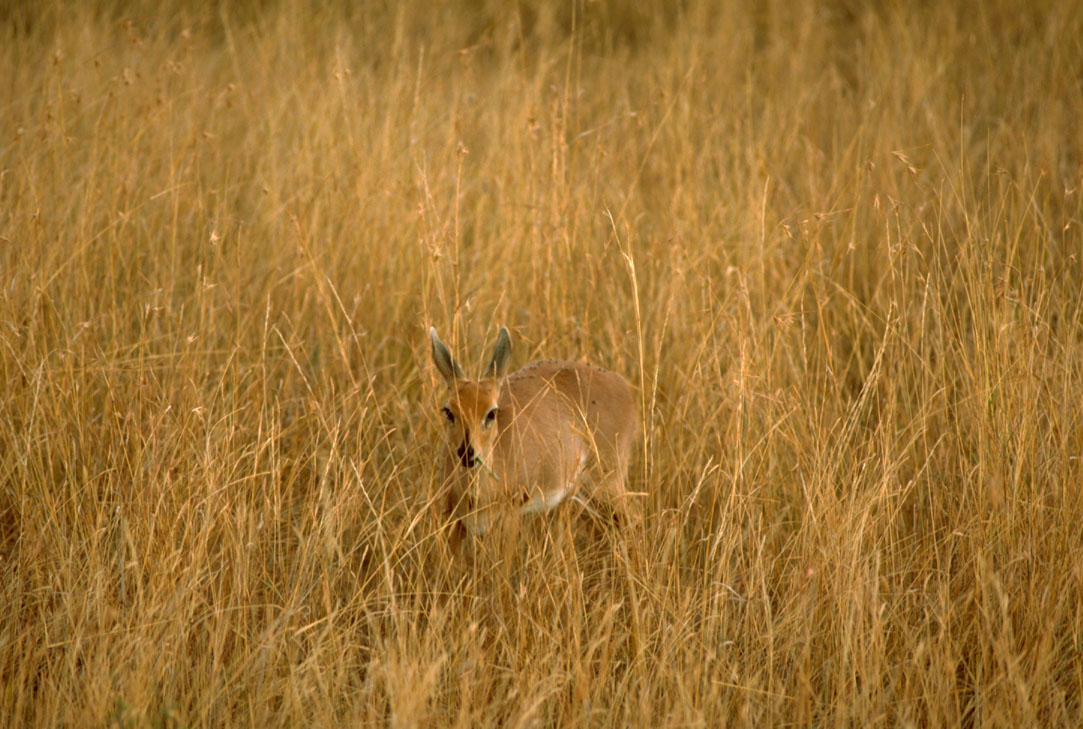
Come nell'oribi, una livrea giallo-rossastra è tipica dei mammiferi che vivono e si mimetizzano nella savana africana
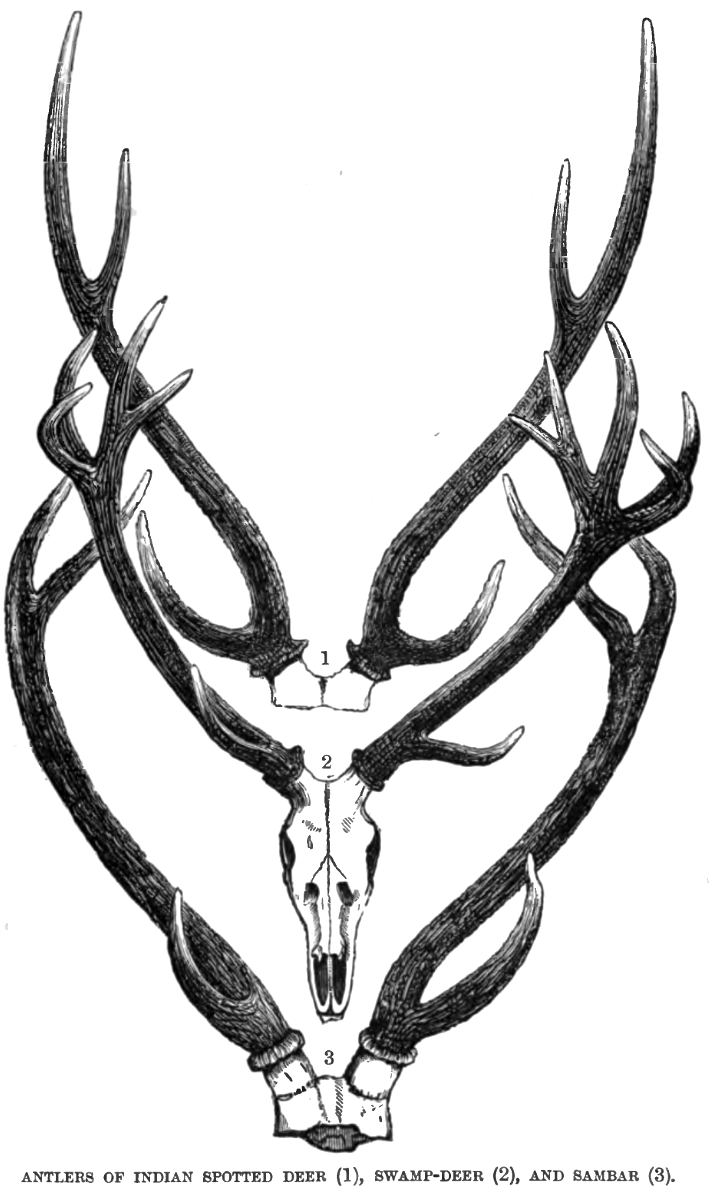
Le corna dei Cervidi sono più correttamente chiamate "palchi". Nell'immagine: cervo pomellato (1), barasinga (2) e   cervo sambar (3)

### Ghiandole

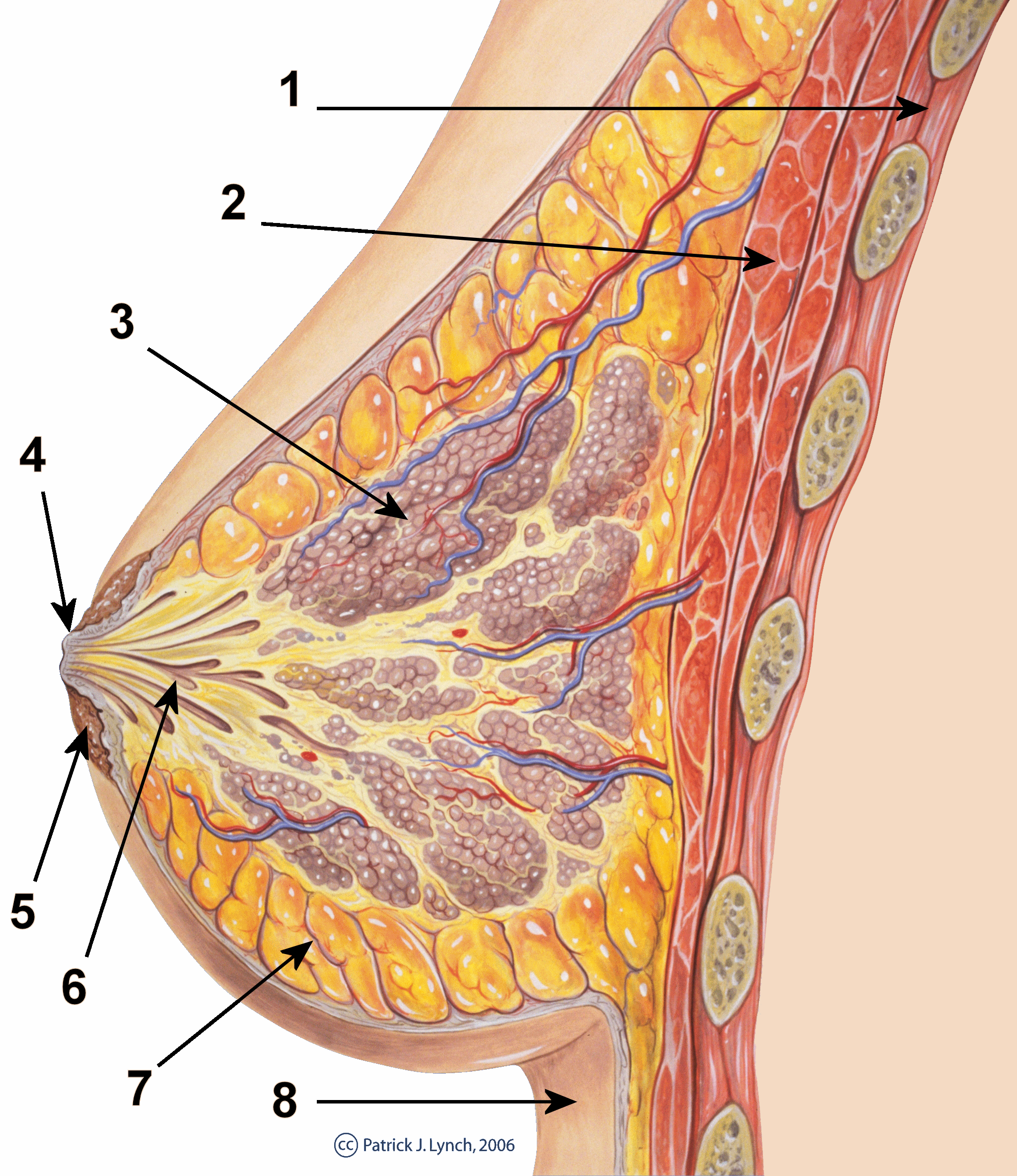
Sezione di mammella femminile umana: 1. Gabbia toracica; 2. muscoli grande pettorale e piccolo pettorale; 3. lobulo mammario; 4. capezzolo; 5. areola; 6. dotto galattoforo; 7. tessuto adiposo; 8. pelle

L'apparato tegumentario dei Mammiferi è ricco di ghiandole. Infatti, oltre alle sebacee (olocrine ed acinose), se ne distinguono altre tipologie che, in base alla propria funzione, si ritrovano sparse in determinate regioni del corpo.
Le ghiandole sudoripare, di forma semplice e tubulare, hanno un'importante funzione termoregolatrice poiché, con l'evaporazione del sudore acquoso permettono il raffreddamento del corpo. Con il sudore viene inoltre espulsa una certa quantità di urea e di altri cataboliti, prodotti di rifiuto del metabolismo cellulare. Questo tipo di ghiandola è presente in quasi tutti i mammiferi terrestri anche se quelle attive si ritrovano generalmente localizzate in piccole zone (ad esempio nelle sole zampe dei cani e dei gatti). Nell'uomo, per la mancanza di una pelliccia, sono invece numerose e diffuse su tutto il corpo: la maggior parte sono merocrine, mentre quelle delle ascelle e dell'inguine sono apocrine.
Le ghiandole ceruminose del condotto uditivo esterno, producenti il cerume, e le ghiandole mammarie, organizzate in mammelle nei terii e responsabili della secrezione del latte, vengono considerate modificazioni di ghiandole sudoripare apocrine.

## Sistema Nervoso

Encefalo umano

Guardando un encefalo umano, si vedono solo gli emisferi cerebrali telencefali, che sono talmente sviluppati da ricoprire tutte le parti del cervello, molto sviluppati nei mammiferi sono: il cervelletto, che dirige le funzioni motorie, e la corteccia cerebrale che assume il ruolo di centro direzionale della vita di relazione, essa riceve e interpreta gli stimoli provenienti dall'esterno, sensazioni uditive, visive, ecc.
Tra gli organi di senso, l'olfatto ha importanza nella vita di relazione dei macrosmatici, il gusto è per lo più dato dalle papille gustative presenti nella lingua e nel palato.
L'orecchio è formato da un padiglione esterno, dall'orecchio medio, dalla staffa, incudine e martello e dall'orecchio interno.
Gli occhi, in alcuni animale restano laterali, nei primati invece sono frontali per dare una visione stereoscopica resa possibile dall'angolo sotteso dai due occhi.

## Apparato Circolatorio

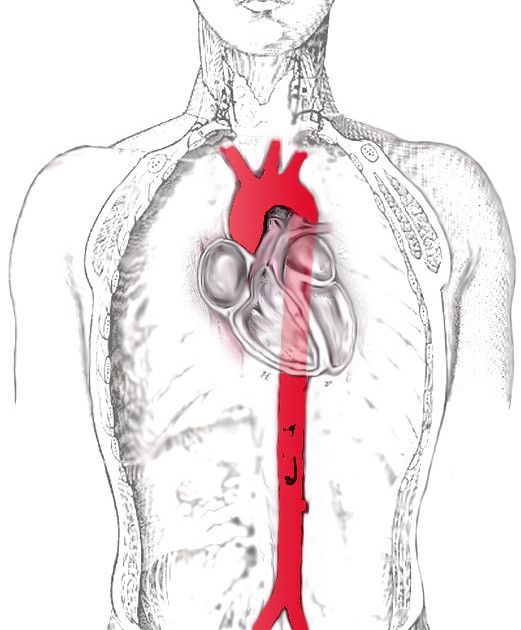
L'arteria aorta nell'umano

La circolazione è doppia e completa, dall'arco aortico, che emerge dal ventricolo sinistro, si staccano le due arterie succlavie e carotidi dirette rispettivamente agli arti superiori e alla testa, con diversa modalità secondo i gruppi.
Vi è la presenza nel sangue di piastrine e i globuli rossi sono diventati anucleati discoidali e biconcavi.

## Apparato Respiratorio

Apparato respiratorio

L'apparato respiratorio consta della cavità orale e nasale, della trachea, laringe e faringe che successivamente convogliano in un bronco esterno, questo penetra nel polmone e vi si ramifica all'interno andando a formare i bronchioli. Lo scambio gassoso avviene all'interno degli alveoli che sono irrorati da vasi sanguigni, lo scambio tra ossigeno e anidride carbonica avviene per diffusione.
Nei mammiferi acquatici, l'adattamento è raggiunto tramite l'aumento del contenuto di emoglobina e dei globuli rossi e dell'abbondante mioglobina presente nei muscoli.

## Apparato Digerente

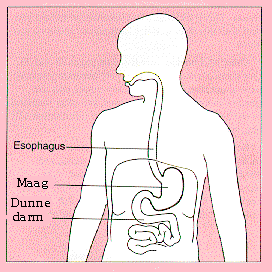
apparato digerente

Nei Mammiferi si afferma l'eterodontia, con denti di diverso tipo a seconda del ruolo che svolgono.
L'esofago scende attraverso il collo, il diaframma e arriva allo stomaco, la struttura di quest'ultimo è diversa a seconda del regime alimentare, ad esempio nei ruminanti troviamo quattro camere: il rumine, il reticolo, successivamente torna in bocca per un ulteriore masticazione, poi passa all'omaso e all'abomaso.
L'intestino medio e tenue è convoluto, specialmente negli erbivori, quello terminale è diviso in colon e retto.
Il fegato presenta una struttura a lamine mentre il pancreas ha una funzione sia esocrina che endocrina, in quanto secerne un succo digestivo diretto all'intestino, e un ormone che regola la presenza di glucosio nel sangue (insulina).

### Dentatura
I denti dei mammiferi sono presenti soltanto nelle arcate mascellari, in una sola serie, alloggiati all'interno di alveoli ossei (tecodonti) e solitamente differenziati (eterodonti), per dimensione, forma e funzione, a seconda del tipo di dieta adottata. Si possono così distinguere gli incisivi, utili per afferrare ed incidere, i canini, che afferrano e lacerano, ed infine i mascellari (premolari e molari), importanti per la masticazione del cibo. A maturità, ogni specie possiede un numero fisso di denti che sostituiscono, nel corso della crescita, una prima dentizione provvisoria, costituita dai cosiddetti "denti di latte" (difiodontia).
La condizione descritta, corrispondente alla più primitiva, vale per la maggior parte delle specie (incluso l'uomo), tuttavia esistono delle eccezioni dovute a modificazioni evolutive: 
- Nei Monotremi (ornitorinco ed echidne) gli adulti sono privi di denti. Gli ornitorinchi sono in realtà monofiodonti (una sola dentizione), perché nei primi mesi di vita i piccoli recano alcuni denti mascellari che, in seguito, degenerano per dare posto ad un astuccio corneo simile ad un becco d'anatra.
- I Cetacei sono anch'essi monofiodonti. Nei Misticeti i denti decidui vengono sostituiti dai fanoni, lamine cornee che si estendono dalla mascella superiore verso il basso, utili per la filtrazione dello zooplancton. Gli Odontoceti presentano invece numerosi denti simili per forma (omeodontia), dovuto al fatto che non masticano il cibo ma lo afferrano per poi inghiottirlo direttamente. Eccezioni sono gli Zifidi ed il narvalo.
- Negli Xenartri (bradipi, formichieri ed armadilli) i denti sono assenti o fortemente ridotti (omeodonti e privi di smalto). Per le caratteristiche più o meno simili, gli Xenartri venivano erroneamente inclusi, assieme ai Folidoti (pangolini) ed all'oritteropo, nel gruppo degli Sdentati.
- I Marsupiali sono monofiodonti, conservando numerosi denti da latte (anche più di 50) e sostituendo solo il quarto premolare.

In varie specie alcuni denti, incisivi o canini, si sviluppano oltremodo, fuoriuscendo dalla bocca per formare delle zanne a scopo di difesa, predazione o di lotta per la conquista del partner sessuale. Esempi sono gli elefanti, molti suiformi, il tricheco ed il narvalo.

Dopo gli Odontoceti ed i Marsupiali, sono gli Insettivori (talpe, ricci e toporagni) a possedere il maggior numero di denti (fino a 44). Roditori e Lagomorfi sono privi di canini mentre i loro incisivi sono a crescita continua e vengono continuamente logorati dall'attività di rosicchiamento. I Roditori mostrano due incisivi per arcata: un paio superiore ed uno inferiore; i Lagomorfi (lepri, conigli ed affini) presentano anche un altro paio di incisivi superiori, ridotti e posti dietro i due più grandi. Nei Carnivori la dentatura è completa, con canini molto sviluppati e "denti ferini" (il 1º molare inferiore e l'ultimo premolare superiore) dotati di cuspidi taglienti atte a trinciare le pelli e le ossa. Nei Perissodattili i denti sono specializzati per la dieta erbivora, con riduzione dei canini e "molarizzazione" dei premolari.

La forma ed il numero di denti svolgono un ruolo importante per il riconoscimento e la comprensione del comportamento delle specie fossili e per le relazioni sistematiche all'interno della classe. In base a ciò, per lo studio dei mammiferi si utilizza spesso una rappresentazione schematica, detta formula dentaria, che permette una visualizzazione immediata della dentatura di una specie o di un taxon superiore

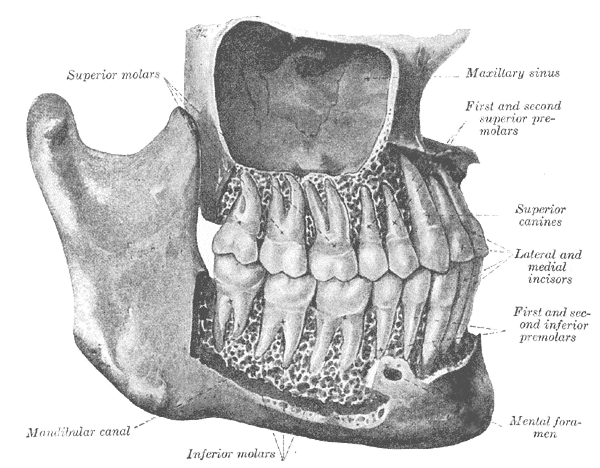
Dentatura umana
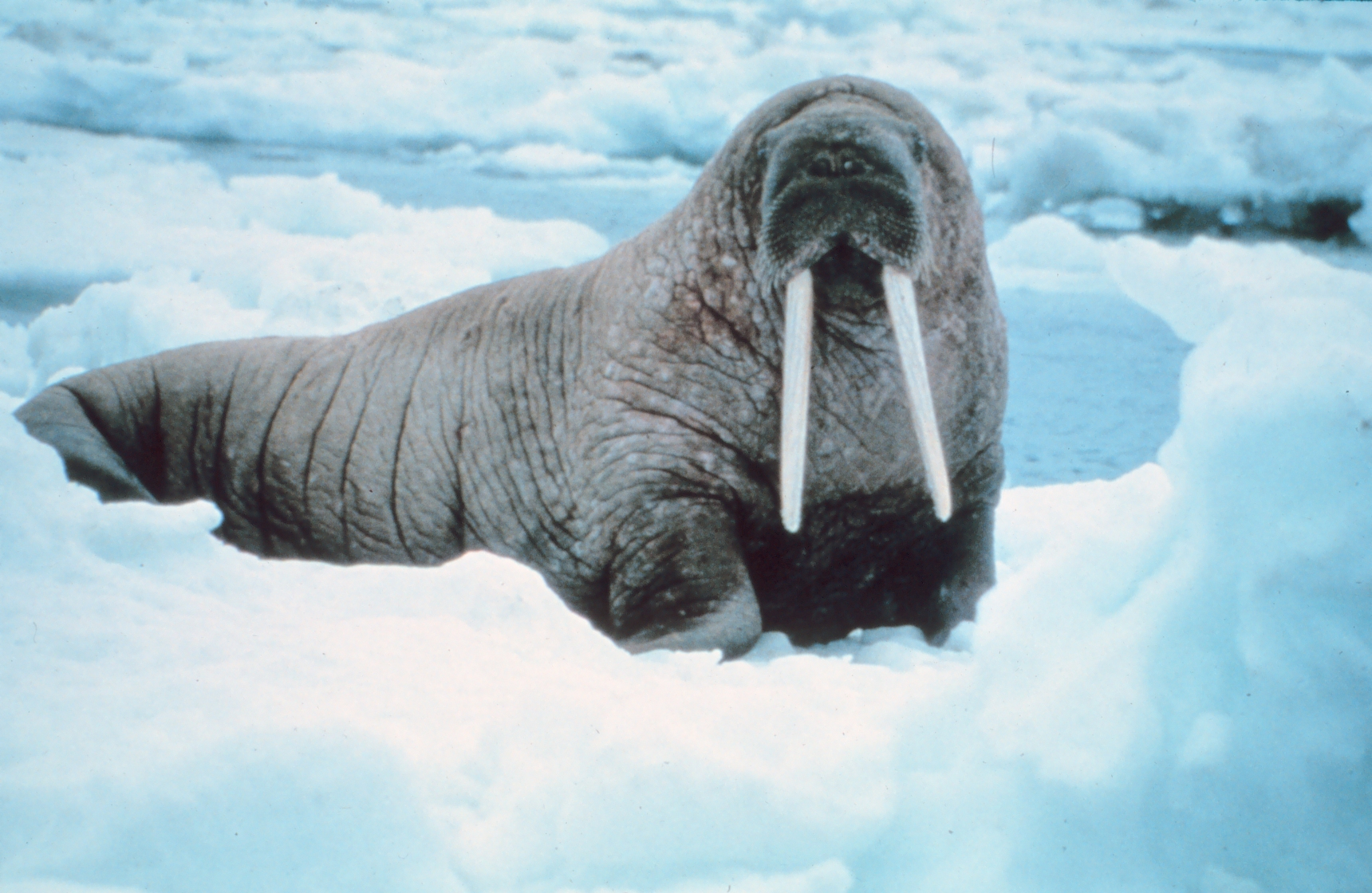
Le zanne del tricheco sono prodotte dai canini superiori, a crescita continua e lunghi fino al metro.
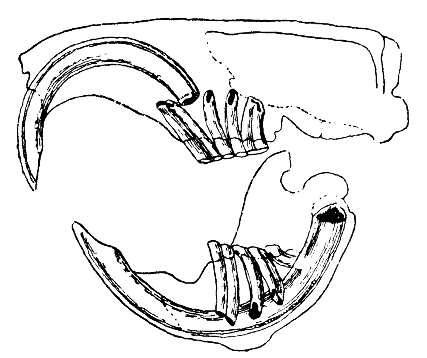
Emiarcata, superiore ed inferiore, destra di un roditore

## Apparato Uro-Genitale

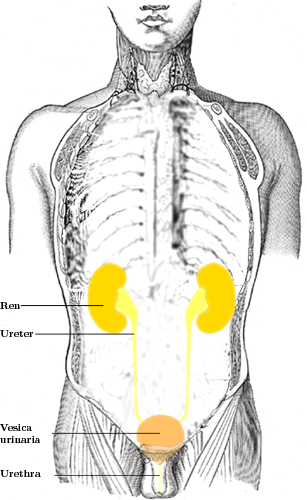
Apparato urinario maschile

I reni sono di tipo metanefrico e sono collocati nella parete addominale dorsale, sono formati da una miriade di nefroni a loro volta formati da corpuscoli e tubuli renali. I corpuscoli ricevono il sangue e lo filtrano successivamente il filtrato passa ai tubuli che riassorbono quanto serve, continuando a filtrare e successivamente convogliano l'urina definitive negli ureteri. Da qui l'urina viene convogliata nella vescica e successivamente eliminata all'esterno tramite l'uretra.
Il testicolo è diviso in logge, che accolgono, ognuna, un determinato numero di tubuli seminiferi dove crescono e maturano gli spermi, mentre le vescichette e la prostata sono ghiandole che contribuiscono alla produzione del liquido spermatico.
Negli ovari le uova maturano dentro i follicoli, questi passano da uno a più strati, finché la parete del follicolo si rompe e l'uovo fuoriesce periodicamente. Esso è accolto nelle estremità dilatate degli ovidotti, derivati al pari dell'utero e della vagina dai canali di Muller.